# Jesu, meine Freude (BWV 227)

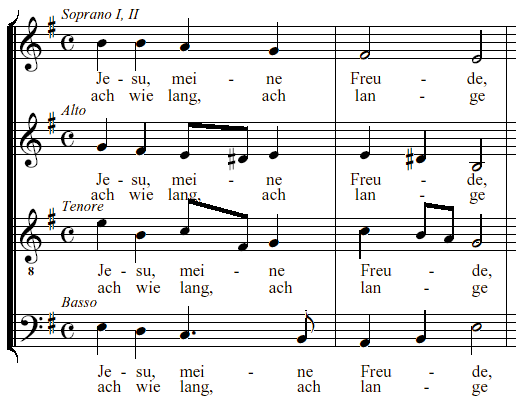
Die Anfangstakte des einleitenden Chorals

Jesu, meine Freude (BWV 227) ist eine geistliche Motette für fünfstimmig gemischten Chor von Johann Sebastian Bach, deren Grundgerüst das gleichnamige Kirchenlied von Johann Franck (Text) und Johann Crüger (Melodie) (1653) bildet. Zwischen seinen sechs Strophen steht jeweils eine Stelle aus dem Römerbrief. Bach komponierte die Motette zwischen 1723 und 1735, vermutlich für eine Begräbnis- oder Gedächtnisfeier.
Musikalisch im Ton einer Trauermusik gehalten, vermittelt der Text die Abkehr von den weltlichen Dingen und die Hinwendung zum Geist Jesu, der über alle Traurigkeit triumphiert (so der Schluss: „Dennoch bleibst du auch im Leide / Jesu, meine Freude“).

## Entstehung
Der Anlass für diese Motette ist nicht mit überliefert worden, wie bei den meisten der anderen Motetten auch. Eine chronologische Einordnung ist daher sehr schwierig. Man geht jedoch davon aus, dass es sich um eine Komposition aus Bachs Leipziger Zeit handelt, ferner existiert eine Abschrift aus dem Jahre 1735. Der Entstehungszeitraum ist somit auf die Jahre 1723 bis 1735 festgelegt.
Die Hypothese, dass diese Motette anlässlich des Begräbnisses von Johanna Maria Kees (geb. Rappold, Witwe des Leipziger Oberpostmeisters) am 18. Juli 1723 entstanden sei, gilt in der Forschung als äußerst zweifelhaft, konnte allerdings bislang auch nicht völlig ausgeschlossen werden.

## Besetzung und Aufführungspraxis
Die Motette ist für fünfstimmigen Chor (SSATB) angelegt. Trotz des Fehlens von Instrumentalstimmen ist das Werk aber nicht als A-cappella-Werk im modernen Sinn zu denken. Vielmehr war es zur Bachzeit üblich, eine Generalbass- oder wenigstens Orgel-Begleitung hinzuzuimprovisieren, zumal im Generalbasszeitalter auch Werke mit stützender Instrumentalbegleitung noch unter den Begriff „a cappella“ fielen. In der heutigen Aufführungspraxis überwiegen A-cappella-Aufführungen, obwohl im Zuge der historischen Aufführungspraxis auch wieder vermehrt Aufführungen und Einspielungen mit instrumentaler Begleitung existieren.

## Textstruktur
Das Werk, das aus elf Einzelsätzen besteht, ist aus zwei Texten zusammengesetzt. Das Grundgerüst bildet der Text des gleichnamigen Kirchenlieds von Johann Franck (1650). Zwischen den sechs Strophen steht jeweils eine Stelle aus dem Römerbrief (Röm 8,1–11 ).
Die Anfänge der Einzelsätze lauten:
1. Jesu, meine Freude (1. Strophe)
2. Es ist nun nichts Verdammliches (nach Röm 8,1)
3. Unter deinem Schirmen (2. Strophe)
4. Denn das Gesetz (à 3, nach Röm 8,2)
5. Trotz dem alten Drachen (3. Strophe)
6. Ihr aber seid nicht fleischlich (Fuge, nach Röm 8,9)
7. Weg mit allen Schätzen (4. Strophe)
8. So aber Christus in euch ist (à 3, nach Röm 8,10)
9. Gute Nacht, o Wesen (à 4, 5. Strophe)
10. So nun der Geist (nach Röm 8,11)
11. Weicht, ihr Trauergeister (6. Strophe)

## Musikalischer Aufbau
Zentralstück des Werkes ist die Fuge „Ihr aber seid nicht fleischlich“ (mit sinnbildlichen Koloraturen auf dem Wort „geistlich“), um welche die anderen Sätze symmetrisch gruppiert sind. Umschlossen wird das Werk von zwei musikalisch identischen Choralsätzen auf die Melodie von Johann Crüger, die in seinem geistlichen Gesangbuch Praxis Pietatis Melica überliefert ist. Zwei Spruchmotetten bilden den zweiten und den vorletzten Satz und greifen ebenfalls auf gemeinsames musikalisches Material zurück. Zwei dreisätzige Gruppen aus Choral, Terzett und freier Choralbearbeitung, deren Teile jeweils motivisch korrespondieren, vollenden die zentralsymmetrische Anordnung:
| Choral        |
| Terzett       |
| freier Choral |

| Choral        |
| Terzett       |
| freier Choral |

Musikalische Bezüge bestehen damit zwischen folgenden Sätzen:
- Choräle Jesu, meine Freude (1) und Weicht, ihr Trauergeister (11)
- Spruchmotetten Es ist nun nichts Verdammliches (2) und So nun der Geist (10)
- Choräle Unter deinem Schirmen (3) und Weg mit allen Schätzen (7)
- Terzette Denn das Gesetz (4) und So aber Christus in euch ist (8)
- freie Choräle Trotz dem alten Drachen (5) und Gute Nacht, o Wesen (9)

Die Aufführungsdauer beträgt ca. 20–25 Minuten.

## Wirkungsgeschichte
Bach komponierte über Johann Crügers Choralmelodie Jesu, meine Freude auch ein Orgelvorspiel (BWV 1105), das einen musikalisch von der Motette unabhängigen Satz darstellt.